# Färla, Tyrgils Klemenssons ätt
Färla, Tyrgils Klemenssons ätt är en medeltida frälseätt i Sverige. 

## Historik
Anfadern Tyrgils Klemensson (Färla) (Tyrgil Clemensson) var riddare. Han nämns tidigast 1302. Han dog mellan 1340 och 1342. Han hade sönerna Nils, Clemens och Magnus, samt dottern Gunhild.

### Vapen

Magnus Laurensson förde en variant av ättens vapen.

Vapen: två korslagda färlor

## Medlemmar
- Tyrgils Klemensson (Färla)
  - Nils Tyrgilsson (Färla) nämns tidigast 1333. Han blev riddare 1348 eller 1349. Han dog tidigast 1351. Han gifte sig senast 1340 med Ingeborg, dotter till Eskil Andersson (Lejonlilja). 
    - En dotter som var gift med Jon Knutsson (Tre rosor).
    - Eskil Nilsson.
    - Laurens Nilsson.
      - Magnus Laurensson (nämnd tidigast 1409), förde en variant av ättens vapen med färlorna stolpvist och bjälkvist ställda.
      - En dotter som var gift med Mats Andersson (av vårskura styckad sköld).

  - Clemens Tyrgilsson nämns som levande 1337-1369. Från 1358 nämns han som munk i Johanniterklostret i Eskilstuna.
  - Gunhild Tyrgilsdotter som var gift med Ofrad Leksson (kvadrerad sköld).
  - Magnus Tyrgilsson nämns tidigast 1351. I egenskap av kanik i Uppsala fick han dess trettonde prebende 1357. Efter sin vapenfrände Johan Karlssons död 1378 fick han Danmarks prebende vilket han hade till sin död. Han dog tidigast 1385.